# Circus Harlekino

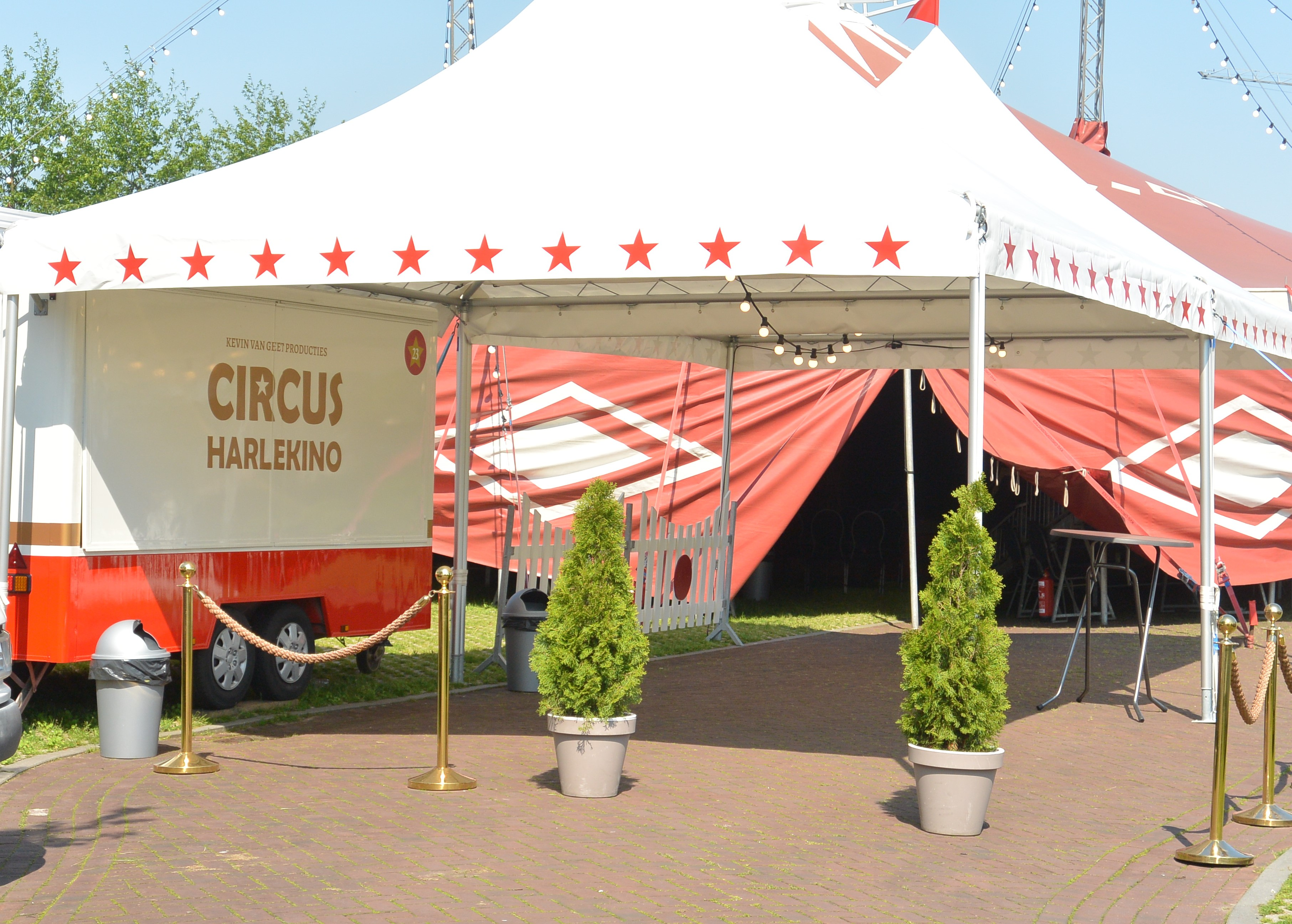
Entree circus Harlekino 2023

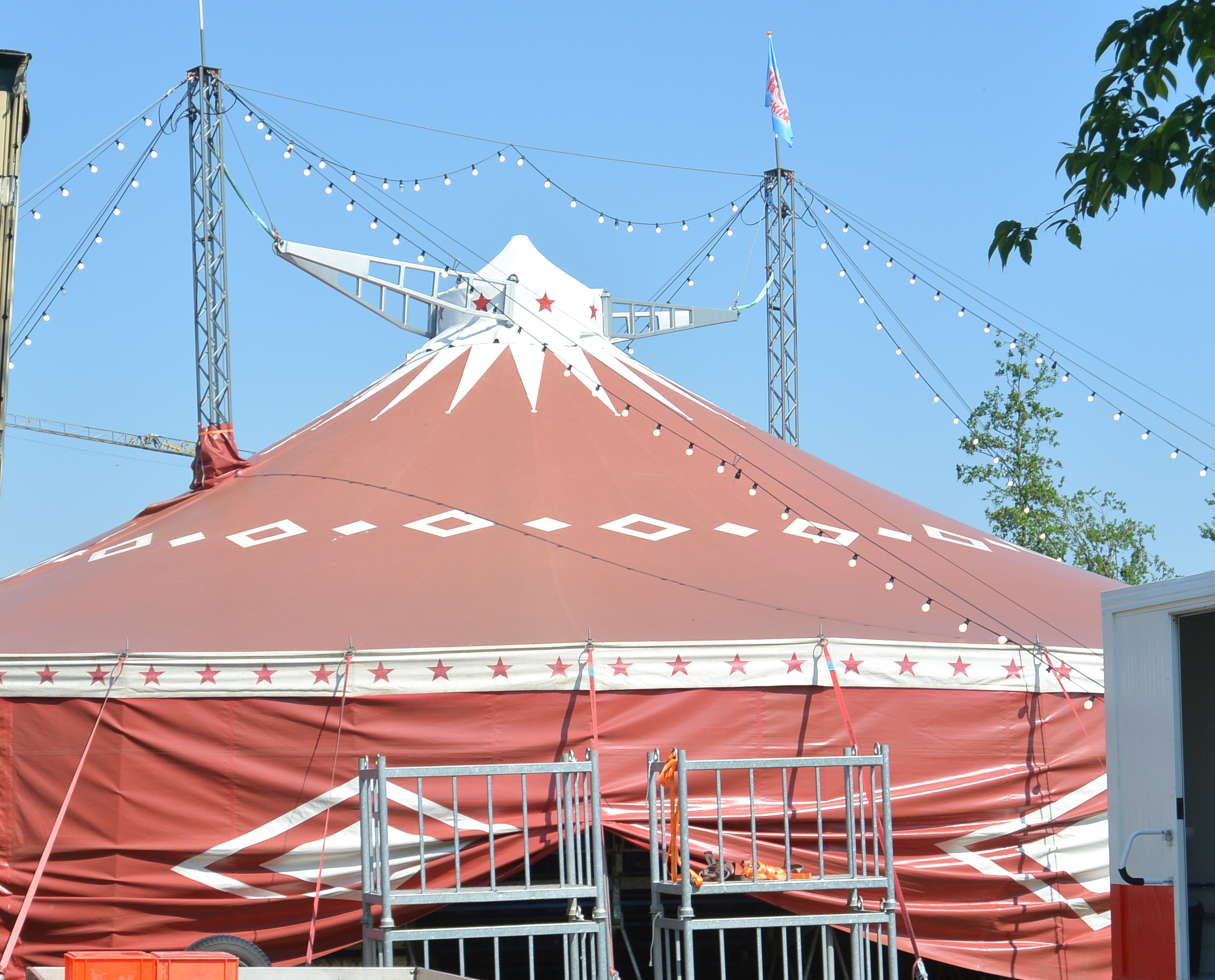
circustent circus Harlekino 2023

Circus Harlekino is een circus onder leiding van Kevin van Geet.
Het is een klein circus dat niet optreedt met grote dieren, maar alleen met gedresseerde collies. Als acrobaten zijn er krachtacrobaten, acrobaten aan de Chinese mast, een strapatenact, jongleurs en een clown met een rubbervrouw. Een groot deel van de artiesten zijn in de winter ook te zien bij het kerstcircus in Etten-Leur en het wintercircus in Tilburg. Circus Harlekino maakt ieder jaar een tournee langs de grotere campings en recreatieparken door heel Nederland.
Het fenoneem circus behoort sinds 2012 tot het immaterieel erfgoed in Nederland.

## Geschiedenis
Harlekino is in 1989 opgericht is door Peter Verberk in Bladel. In de beginjaren was het een traditioneel circus met wilde dieren (leeuwen, beren en vossen). In 2015 kwam er een verbod op optredens met wilde zoogdieren. Het circus maakte nog wel gebruik van ezels, lama's en honden. In 2020 werd de dagelijkse leiding overgedragen aan Kevin van Geet, de kleinzoon van Peter Verberk en zoon van Verbeeks dochter Ilonka. Kevin van Geet was in 2019 de jongste circusdirecteur van Nederland, bij het toen nieuwe Nederlandse circus Maximum, dat optreedt met olifanten, kamelen en ezels. Kevin van Geet is lid van Circuspunt, het platform voor het (verenigde) Nederlandse circusveld.

## Harlekino in Calimucho
De film Calimucho (genoemd naar een mixdrank van wijn en cola), een Nederlands/Europese speelfilm uit 2008 van regisseur Eugenie Jansen, is geheel opgenomen tijdens een tournee van Harlekino in 2007, met een cast bestaande uit circusartiesten van Harlekino en Magic circus. De film is geen documentaire over circus Harlekino maar fictie geschreven door Natasha Gerson over de problemen binnen een klein familiecircus. Eugenie Jansen won met de film de 'prijs van de nederlandse filmkritiek 2008'. De hoofdrollen werden gespeeld door Evelyne Bougliogne, Tarek Hannoudi, Dicky Kilian en Joshy Huppertz.